# Блу Хилс (Конектикат)
Блу Хилс (енгл. Blue Hills) насељено је место без административног статуса у америчкој савезној држави Конектикат.

## Демографија
По попису из 2010. године број становника је 2.901, што је 119 (-3,9%) становника мање него 2000. године.
| Група             | 2000.         | 2010.         |
| Белци             | 261 (8,6%)    | 130 (4,5%)    |
| Афроамериканци    | 2.510 (83,1%) | 2.542 (87,6%) |
| Азијати           | 37 (1,2%)     | 6 (0,2%)      |
| Хиспаноамериканци | 123 (4,1%)    | 160 (5,5%)    |
| Укупно            | 3.020         | 2.901         |